# Заболотье (Головненская поселковая община)
Заболотье (укр. Заболоття) — село в Головненской поселковой общине Ковельского района Волынской области Украины.
До 2020 года входило в Любомльский район.
Код КОАТУУ — 0723381301. Население по переписи 2001 года составляет 686 человек. Почтовый индекс — 44321. Телефонный код — 3377. Занимает площадь 2,69 км².